# Col·lagen tipus V
El col·lagen tipus V és una forma de col·lagen fibril·lar associada amb la síndrome clàssica d'Ehlers-Danlos.

## Gens
- COL5A1, COL5A2, COL5A3